# John Norris (filosof)
John Norris, född 1657 i Collingbourne Kingston, Wiltshire, död 1711, var en engelsk teolog, filosof och poet.
Norris studerade vid Exeter College i Oxford, där han tog sin Bachelor of Arts 1680. Han blev Master of Arts 1684 och senare utnämnd till fellow vid All Souls College. Han levde därefter ett stilla liv som landsbygdspräst och tänkare i Bemerton i Wiltshire, från 1692 till sin död.
Som filosof var han platonist och mystiker. Han var en tidig motståndare till John Locke, vars An Essay Concerning Human Understanding (1690) han angrep i Christian Blessedness or Discourses upon the Beatitudes samma år. Han bekämpade också Lockes teorier i sin Essay toward the Theory of the Ideal or Intelligible World (1701–1704).  
Norris var anhängare av Malebranches tankar om det himmelska skådandet. Han attackerade religiös schism i sin ovannämnda Christian Blessedness och i The Charge of Schism, Continued.
Bland hans 23 verk kan vidare nämnas An Idea of Happiness (1683), Theory and Regulation of Love (1688), och Discourse concerning the Immortality of the Soul (1708). Hans populäraste arbete är A Collection of Miscellanies, consisting of Poems, Essays, Discourses and Letters (1687).

## Visare läsning
- Richard Acworth, The philosophy of John Norris of Bemerton: (1657-1712) (Studien und Materialien zur Geschichte der Philosophie: Kleine Reihe, Band 6, 1979)